# Gottfried Wilhelm Fink
Gottfried Wilhelm Fink (Bad Sulza, 8 de març del 1783 - Leipzig, 27 d'agost del 1846) fou un compositor, musicòleg, poeta i clergue protestant. Acabats els estudis de teologia a Leipzig, entre (1811-16) fou vicari d'aquella comunitat reformada i el 1812 fundà un institut educatiu, que ell dirigí fins al 1829. El 1842 fou nomenat director d'orquestra d'aquella universitat. Fink és conegut especialment per la seva revista Allgemeine musikalische Zeitung (1827-42), contra la qual Kritische Honigpinselei dirigí Robert Schumann la seva Neue Zeitschrift für Musik; també es va fer cèlebre per la seva controvèrsia amb Karl Marx Der neumusikalische Lehrjammer, Leipzig, 1842). És notable la seva col·lecció Musikalische Hausschatz der Deutschen (Leipzig, 1843; 12a ed., 1902), que conté 1.000 cançons, i una altra de 122 cors per a veus d'homes titulada Die Deutsche Liedertafel (1845). A més compongué: Erste Wanderung der ältestèn Tonkunst (1821); Musikalische Grammatik (1836); Wesen und Geschichte der oper (1838); System der musikalischen Harmonielehre (1846); Musikalische Kompositionslehre (1847). Finalment, diverses composicions, escrites correctament, però que, com les seves obres didàctiques, 
manquen d'originalitat.